# Ron Cooper (Künstler)
Ron Cooper (* 24. Juli 1943 in Venice, Kalifornien, USA; lebt in Truchas, Mexiko) ist ein zeitgenössischer US-amerikanischer minimalistischer und abstrakter Maler, Fotograf, Bildhauer und Collage-Künstler.

## Leben und Werk
Ron Cooper besuchte das Chouinard Art Institute in Valencia im Los Angeles County bis 1963.
Ron Cooper fasziniert das Licht, das ihn in seiner Kunst stark beeinflusst hat und ihn eine beeindruckende Reihe von Medien in scheinbar gegensätzlichen künstlerischen Richtungen schaffen ließ. Seine frühen Arbeiten umfassen große Licht-Skulpturen aus Polyesterharz und Glasfaser.
Er beschäftigte sich mit Fotografie und experimentierte mit Bildern von beleuchteten Torsi. Als eine Hommage an Eadweard Muybridge und Edward Weston schuf er fotografische Studien des menschlichen Körpers, orientiert am klassischen Ideal der griechischen Skulptur.
Beispiel seiner jüngeren Arbeiten sind bemalte Keramiken von Oberkörpern. Coopers bemalte Torsi sind Ausdruck seiner Faszination von der Wirkung des Lichts auf den menschlichen Körper. Mit der Benutzung von Farbtropfen erinnern seine Arbeiten an den Abstrakten Expressionismus. Cooper bricht die dreidimensionale Qualität der Keramiken und fordert eine zweidimensionale Wahrnehmung seiner skulpturalen Formen.
Als Maler schuf er zahlreiche Gemälde, die der Farbfeldmalerei zuzuordnen sind.
Ron Cooper war Teilnehmer der Documenta 5 in Kassel im Jahr 1972 in der Abteilung Licht + Licht/Idee und in der Abteilung Individuelle Mythologien: Film.